# イグザンプラードラマ
イグザンプラードラマは、テレビ神奈川 (tvk)で2006年10月20日から放送を開始したテレビ番組である。2007年3月23日放送分で最終回。

## 概要
2006年9月8日をもって休止した前番組『イグザンプラーテレビ』から、テレビの制作会社を舞台としたドラマに形式を変えて、出演者も増員して送る。フィクションとノンフィクションを織り交ぜた情報番組仕立てにも仕上がっている。また、前番組の『イグザンプラーテレビ』と同様、ドワンゴとMSNの協力を得ている。ドワンゴはドラマ内で使われた業界用語を金剛地が解説するギョーカイ用語ドリルをパケラジ内で配信しており、MSNはWindows Live Searchの地図機能を利用して金剛地の動画が見られる（以前は珍しい形をした地形などをロケハンと称し紹介するものであった）また、本番組の放送予定回数とtvkの編成上の都合により「音楽缶」やショップジャパンの通販番組に差し替えて放送を休止する回もあった。

## 出演者
- 金剛地武志
- 崎山一葉
- 相内優香
- 山本剛史
- 猪瀬隆
- 三浦誠己
- 松浦祐也
- 広澤草
- 大比類巻さゆり （津島亜由子）

津島のみ役名が付けられ、他の出演者は芸名と同じ。大比類巻は津島本人のブログ()によると「私(津島)によく似た女優」。
- - かつて女優を目指すも結婚を機にエキストラをしていたが、「あのお昼の～」回で再び女優魂に火がつき、復帰、「ワイドなドラマ～」の死体役が受け大ブレイク。「アノ情熱～」の回や、「番組「○○の部屋」～」では、通称：ブログの女優と呼ばれるまでに至る。既婚ではあるが、現在主人とは別居中で、自作の墓で墓参りをしている。「ワイドショー～」の回で渡米し、女優人生を一からやり直した。

## サブタイトル
1. イグザンプラードラマ緊急企画会議
2. あのお昼の人気番組の裏側
3. あの車窓番組の裏側！
4. 昼の国民的健康番組の真実！
5. 3分料理番組の葛藤！
6. 友情のテーマパーク番組の真実
7. ワイドなドラマ裏物語
8. アノ街番組 ランキングの真相
9. 国民的演芸番組の裏側
10. アノ恋愛観察番組の真実
11. リニューアル紅白の真相
12. 通販番組の可能性
13. アノ情熱番組の裏側
14. 警察24時モノの真実
15. リニューアル将棋番組の裏側
16. 24時間番組のラスト24分
17. 番組「○○の部屋」裏側
18. おかあさんと一緒の番組の真実
19. ワイドショー番組の裏側
20. 金剛地死す!?（総集編）
21. 2012年

## 事件
イグザンプラーシリーズ同様この番組でも放送開始から終了までBBSがオープンされ書き込みが可能であったが。書き込み数があまりにも少なかったため（2006年11月24日の放送分の総書き込み数がわずか1件であった）BBSが閉鎖されてしまった。番組サイトには金剛地のBBS閉鎖の挨拶がアップされている。

## 放送地区
- tvk 毎週金曜23時30分～24時0分
- メ～テレ 毎週月曜27時55分～28時25分
- 群テレ 毎週木曜23時30分~24時00分
- 西日本放送毎週木曜24時56分～25時56分※12月7日開始。放送枠は違うが2つ前の「THE鈴木タイムラー」をネットしていた。
- BSN 毎週月曜24時25～24時55分※1月29日開始。
- 福島中央テレビ 毎週月曜25時50～26時20分